# جون غلاسغو كير
جون غلاسغو كير (بالإنجليزية: John Glasgow Kerr)‏ هو جراح وطبيب أمريكي، ولد في 1824، وتوفي في 1901.